# Billotia papii
Billotia papii är en tvåvingeart som beskrevs av Gori 2000. Billotia papii ingår i släktet Billotia och familjen puckelflugor.
Artens utbredningsområde är Italien. Inga underarter finns listade i Catalogue of Life.